# Cléopâtre V Tryphaena
Cléopâtre V Tryphaena d'Égypte (en grec ancien : Κλεοπάτρα Τρύφαινα), décédée vers 69/68 ou vers 57 avant notre ère, est une reine ptolémaïque d’Égypte. Elle est la seule épouse sûrement attestée de Ptolémée XII. Son seul enfant connu avec certitude est Bérénice IV, mais elle est très probablement aussi la mère de Cléopâtre VII. 

## Mariage et descendance
En raison du faible nombre de sources disponibles, Cléopâtre V n'est pas bien connue au sein de la dynastie ptolémaïque. Seuls quelques faits sont certains à son sujet, et de nombreux aspects de sa vie font l'objet de théories controversées. Dans toutes les sources anciennes, elle est appelée Tryphaena. Elle a peut-être porté ce nom avant d'accéder au trône et d'adopter le nom royal traditionnel Cléopâtre. Dans certaines histoires, Cléopâtre Tryphaena, épouse de Ptolémée XII, est appelée Cléopâtre VI. L'historien de l'Antiquité classique Werner Huß l'appelle Cléopâtre VII Tryphaena.
On ne sait pas qui sont ses parents. Elle peut avoir été la fille, légitime ou illégitime, de Ptolémée IX, ou la fille légitime de Ptolémée X. Il est mentionné qu'en 88, Ptolémée X Alexandre a fui l'Égypte avec sa femme Bérénice III et sa fille. Cléopâtre Tryphaena pourrait être cette dernière.
Cléopâtre V est mentionnée pour la première fois en 79 dans deux papyrus. L'un de ces papyrus date du 17 janvier 79. En cette année, elle a épousé Ptolémée XII, roi d'Égypte. Ils sont honorés d'un culte divin en tant que theoí Philopátores kai Philádelphoi (dieux aimant leur père, et leur frère ou sœur),. Les titres égyptiens de Cléopâtre, attestés principalement à Edfou et à Philæ, comprennent Fille de Rê, souveraine et Maîtresse de deux terres. 

## Mort et identité
On ne sait pas combien de temps Cléopâtre V a vécu, et quelles mentions de Cléopâtre Tryphaena dans les sources historiques peuvent lui être attribuées, car la numérotation utilisée pour distinguer les Ptolémées et leurs épouses est une invention moderne. Cléopâtre Tryphaena V disparaît des sources au moment de la naissance de Cléopâtre VII ; un papyrus de Ptolémée XII datant de 69 ne la mentionne pas alors qu'il devrait le faire si elle était toujours en vie. 
Il semble que Cléopâtre soit décédée en 69 — elle est peut-être morte en couches ou elle a été assassinée. Si elle est vraiment décédée aussi tôt, alors la Cléopâtre Tryphaena qui est mentionnée, après l'expulsion de Ptolémée XII, en tant que co-souveraine de l'Égypte (avec Bérénice IV) en 58 et 57, morte vers cinquante-sept ans, doit être sa fille, appelée par certains historiens Cléopâtre VI Tryphaena. C'est ce qui est également dit par Porphyre de Tyr,. 
Toutefois, une inscription au temple d’Edfou datée du 5 décembre 57 av. J.-C. mentionne le nom de Cléopâtre Tryphaena aux côtés de Ptolémée XII (qui n'était cependant pas présent en Égypte à ce moment), ce qui ferait d'elle la femme du roi plutôt que sa fille mais serait peu probable si la femme de Ptolémée XII était vraiment morte douze ans plus tôt. Ainsi, certains historiens modernes, mais pas tous, considèrent que Cléopâtre V est la même personne que Cléopâtre VI Tryphaena, et ils la font vivre jusqu'en 57. Cela concorderait avec le récit de Strabon, selon qui Ptolémée XII n'a eu que trois filles, qui peuvent être identifiés de manière fiable comme Bérénice IV, Cléopâtre VII et Arsinoé IV, de sorte qu'il ne reste aucune place pour une Cléopâtre VI. Werner Huß suppose que Cléopâtre V et Ptolémée XII se sont querellés en 69, que la reine a connu la disgrâce et qu'elle a été obligée d'abdiquer. 
Cléopâtre V était probablement la mère de Cléopâtre VII,,,,,. Michael Grant fait remarquer que Cléopâtre était vraisemblablement la mère de Cléopâtre VII, car si Cléopâtre VII avait été illégitime, ses « nombreux ennemis romains l'auraient fait savoir ».  
La plupart des érudits s'accordent pour dire que Bérénice IV était la fille de Cléopâtre V. Une épouse différente de Ptolémée XII pourrait être la mère des frères et sœurs cadets de Cléopâtre VII, Arsinoé IV, Ptolémée XIII et Ptolémée XIV, mais Christopher Bennett pense que Cléopâtre V était la mère de tous les enfants connus de Ptolémée XII.